# Mylo Xyloto
Mylo Xyloto (pronunciado [ˈmaɪlu ˈsaɪlətu]) es el quinto álbum de estudio de la banda británica Coldplay. El álbum fue publicado el 24 de octubre de 2011. El primer sencillo de este álbum, «Every Teardrop Is a Waterfall», fue publicado el 3 de junio de 2011, y el segundo, titulado «Paradise», fue lanzado el 12 de septiembre de 2011. El tercer sencillo es «Charlie Brown», lanzado el 11 de diciembre de 2011, el 14 de abril se liberó su cuarto sencillo titulado «Princess of China» y el 19 de noviembre fue estrenado su quinto sencillo llamado «Hurts Like Heaven»
Mylo Xyloto ha recibido críticas mixtas, en su mayoría favorables, de la prensa y críticos especializados fue uno de los álbumes más vendidos de 2011 y 2012, el álbum vendió más de 14 millones de copias a nivel mundial convirtiéndose en uno de los álbumes más exitosos de la década del 2010 .

## Fondo
En noviembre de 2008, en una entrevista con All Headline News , el cantante de Coldplay, Chris Martin, declaró que "... no creo que las bandas deban seguir adelante más allá de [la edad de] 33",  pero luego reformuló esto para decir que lo que quería decir era que deben proceder "como si fuera el último, porque esa es la única manera de proceder" en diciembre de 2008, agregando que pensaba que la banda nunca se separaría.  El bajista Guy Berryman , quien anteriormente escribió que la banda "simplemente tendrá que comenzar a trabajar y ver cómo se desarrolla",  informó que la banda regresaría al estudio:
Ya tenemos listas de ideas para las canciones. Nunca dejamos de escribir. Entramos al estudio con los mejores planes y, al final, lo que tenemos no es lo que pretendíamos. Es emocionante pensar qué saldrá de los altavoces dentro de un año. Tenemos cosas muy interesantes planeadas. Es hora de llevar nuestra música por diferentes direcciones y explorar realmente otros caminos. 
En una entrevista, Martin predijo que el estilo del próximo álbum estaría menos dominado por la fanfarria y presentaría un sonido más "despojado". 

## Grabaciones
En noviembre de 2008, Coldplay estableció una sede de grabación en una panadería en desuso en Primrose Hill, al norte de Londres, donde grabaron una gran parte de Viva la Vida or Death y All His Friends .  Parte de Mylo Xyloto también se grabó en el mismo lugar, sin embargo, esta vez utilizaron un nuevo estudio, cerca del original, llamado The Beehive. Si bien se grabaron algunas sobregrabaciones y mucha compilación en The Bakery, se hicieron muchas grabaciones en vivo y tomas en vivo en el nuevo estudio.  The Beehive fue descrito por Rik Simpson, uno de los productores, como una "sala grande". Uno de los roadies de la banda escribió en su blog sobre el estudio, describiéndolo como que tenía una "magnífica reverberación". Todavía sobre el estudio dijo:
Allá donde vayas, la luz entra a raudales. Incluso en una tarde británica relativamente sombría, el interior está notablemente luminoso. Solo puedo imaginar que esto se reflejará en el nuevo material.

## Estilo y Concepto

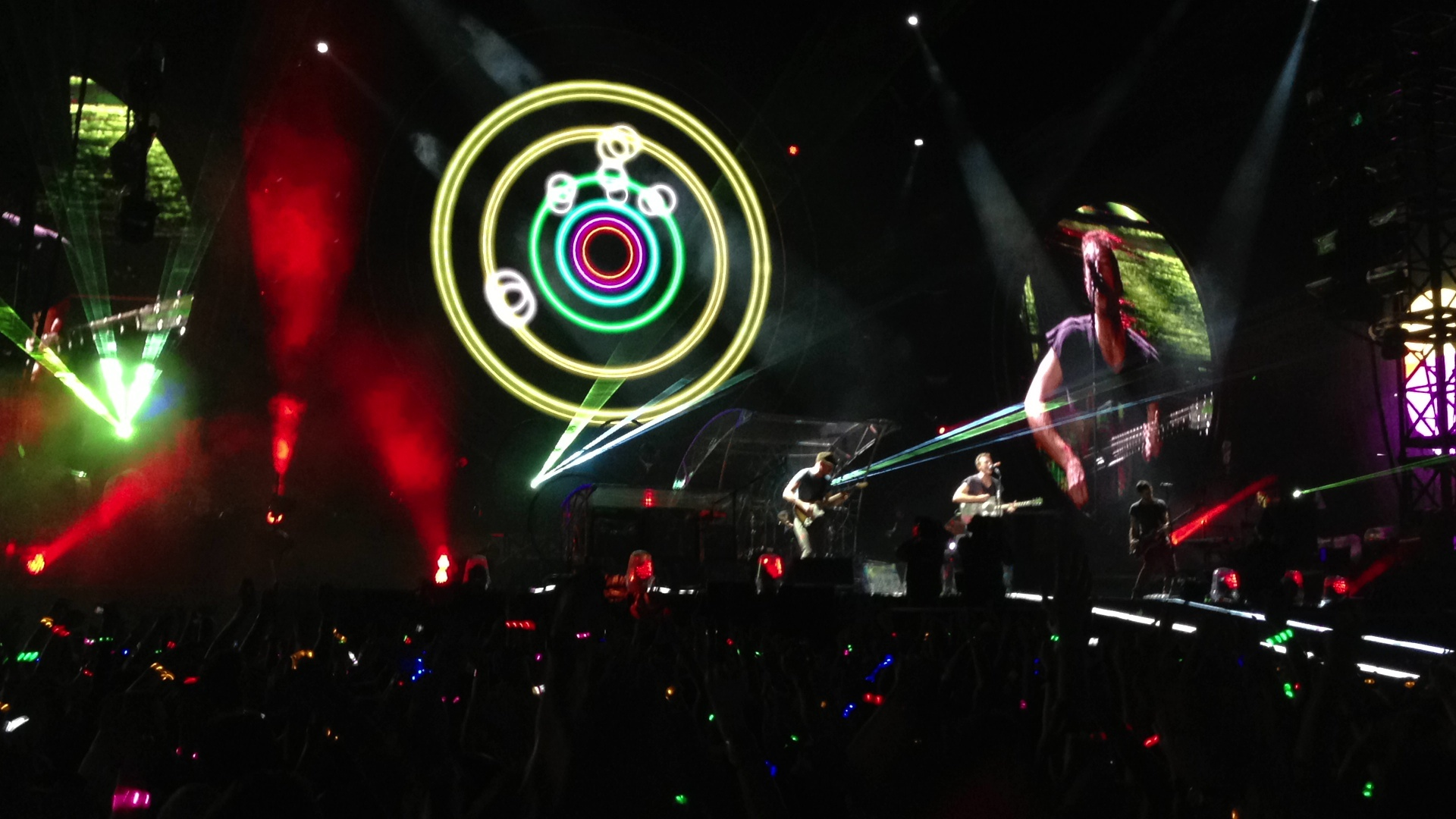

Mylo Xyloto es un álbum conceptual , según Martin, "basado en una historia de amor con un final feliz" y ha sido descrito como rock alternativo , pop, electrónica , pop rock , space rock y rock electrónico . Dos protagonistas que viven en un entorno urbano opresivo y distópico, se conocen a través de una pandilla y se enamoran. Líricamente, el álbum está inspirado en el "graffiti estadounidense de la vieja escuela" y "el Movimiento de la Rosa Blanca ". Martin también dijo que el álbum estaba influenciado por la serie de televisión de HBO The Wire . 

Coldplay había declarado en varias ocasiones, mucho antes del lanzamiento, que querían que el álbum fuera "más acústico" y "más íntimo" que su predecesor, Viva la Vida or Death and All His Friends de 2008. La banda dijo más tarde que llegaron a un punto en el que estaban tratando de hacer dos discos, un álbum simplificado, que comenzó a grabarse primero, junto con uno eléctrico que ya estaba siendo llamado Mylo Xyloto por la banda. Sin embargo, más tarde decidieron combinar ambos álbumes. El baterista Will Champion explicó que la banda se dio cuenta de que no podían centrarse en más de una cosa a la vez, y canciones como " Paradise " no podían tocarse en un estilo acústico.  Martin señaló otra canción como una razón también:
Tenemos una canción llamada Charlie Brown , que fue la pieza central de este otro disco que empezamos primero. Estábamos tocando el riff en un acordeón y Guy vino una mañana y dijo: "Me temo que tendré que ponerme firme. No quiero hablar fuera de lugar, pero no permitiré que esta canción se toque en un acordeón; eso tiene que ir con la banda de Mylo". Entonces pensamos: hagamos un solo álbum.
Al final, algunas canciones compuestas para el álbum acústico como "Us Against the World" y "UFO" mantuvieron el enfoque "desnudo", mientras que otras como "Charlie Brown" cambiaron a una nueva forma. Las canciones de ambos discos terminaron en el álbum final, los elementos worldbeat del predecesor Viva la Vida están presentes, pero la producción general del mismo se volvió electrónica. El sonido electro-rock se puede escuchar a lo largo de todo el álbum, comenzando con la canción de apertura " Hurts Like Heaven ", que tiene sonidos sintetizados y voces predominantemente en vocoder .  La siguiente pista, "Paradise", también muestra a la banda saliendo de su zona de confort y entrando en el nuevo territorio electrónico.  Además, esta canción tiene un estilo de ritmo R&B, que también aparece en " Princess of China ". Esta pista comienza con una mezcla ansiosa de sintetizadores y guitarras y luego entra en un ritmo tipo R&B. El álbum tiene tres instrumentales cortos que se incluyen como interjecciones electrónicas experimentales en el disco.

## Portada del Álbum

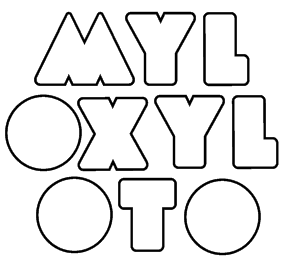
tipografía creada para la portada del álbum

El material gráfico del álbum fue revelado el 12 de agosto de 2011,  inspirados en el graffiti, la banda trabajó nuevamente con sus colaboradores de toda la vida Tappin Gofton y, esta vez, también con el artista callejero británico Paris. La banda ya había comenzado a investigar y trabajar con graffiti en sus estudios caseros, The Bakery y The Beehive, cuando la diseñadora Misty Buckley les presentó a Paris, ya que estaban buscando un artista de graffiti que les enseñara las técnicas para hacerlo. Aunque inicialmente se suponía que sería solo un "maestro", Paris se quedó en el proyecto hasta el final, produciendo parte del trabajo final junto con la banda. 
Coldplay quería que fuera una explosión de colores vivos como contrapunto a la paleta de colores tenues de Viva la Vida , y al mismo tiempo, había muchas letras y códigos que querían añadir. Las investigaciones y el desarrollo del arte callejero comenzaron seis meses antes de que comenzara el trabajo.  Luego, la propia banda y Paris pintaron un muro de graffiti formado por nueve partes.  Tappin Gofton quería la evolución completa del muro, por lo que al final de cada día, se tomaban muchas fotos muy detalladas del mismo.  Al final, una imagen que incluía tres partes del muro se presentó en la portada, mientras que el muro completo aparece en el centro del folleto del CD.
Las versiones finales de las portadas tienen una imagen de la pared. La mitad de los CD se empaquetaron con el libreto dado la vuelta, mostrando las iniciales plateadas "M X" a través de una hoja troquelada colocada sobre la foto en el frente, mientras que la otra mitad se empaquetó con la imagen completa y el nombre completo del álbum escrito sobre ella.  Ambas portadas utilizan una tipografía original creada para este trabajo; la nueva fuente se utiliza en la mayor parte de la promoción gráfica del álbum.

## Lanzamiento y Promoción

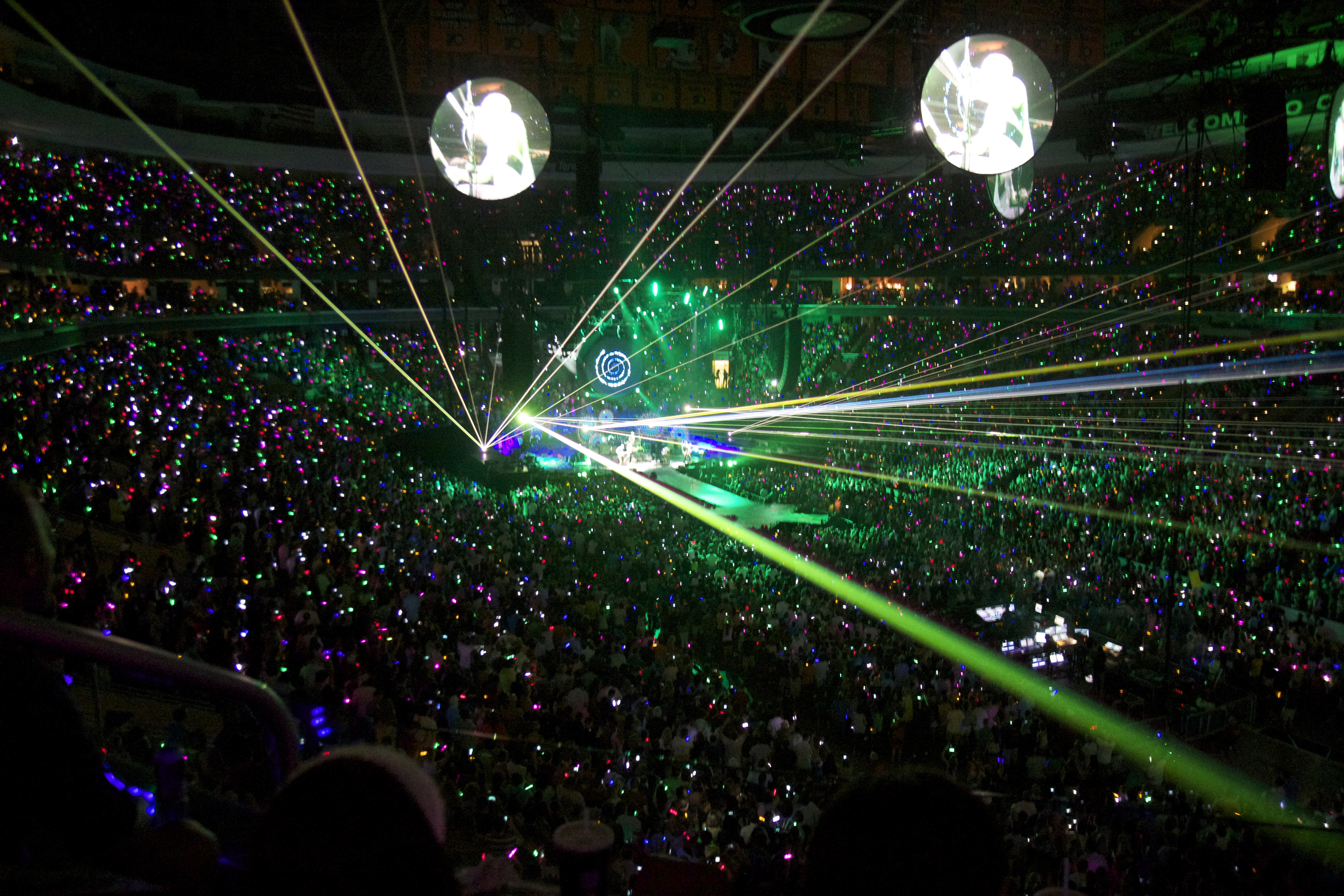
Gira Mylo Xyloto de Coldplay en el Wells Fargo Center en Filadelfia, Pensilvania, el 6 de julio de 2012.

El álbum originalmente iba a ser lanzado en diciembre de 2010 como un "final de década", pero se pospuso hasta 2011 ya que el álbum estaba lejos de estar terminado ya que Coldplay concluyó su gira Viva la Vida Tour . Chris Martin y Jonny Buckland mencionaron que el álbum sería lanzado en este último año. [ cita requerida ] La iTunes Store permitió a los usuarios escuchar una nueva canción del álbum todos los días la semana anterior hasta que se lanzó el álbum.  El álbum fue lanzado el 24 de octubre de 2011 en CD y en vinilo. Una edición especial que incluye el CD, copia digital y disco LP junto con copias de las notas de estudio de la banda, plantillas, un póster, un libro emergente y calcomanías se puso a disposición el 19 de diciembre de 2011.

### Mylo Xyloto Tour
La promoción de Mylo Xyloto comenzó en junio con el lanzamiento del primer sencillo y el comienzo de una serie de actuaciones en algunos de los festivales más importantes del mundo,  incluyendo Glastonbury ,  Lollapalooza ,  Fuji Rock Festival y Rock in Rio .  La primera vez que la banda tocó en vivo algunas canciones del álbum para una gran audiencia fue en el festival Rock Im Park en Nuremberg, Alemania, tocando seis canciones nuevas. El manager Dave Holmes dijo que la razón para tocar nuevas canciones en los festivales era "invitar a la gente a la fiesta" también sobre esto dijo: "... deja que la música hable, toca nuevas canciones y haz que la gente hable sobre el hecho de que estás tocando música nueva".
Después de la "gira de festivales", Coldplay comenzó la gira Mylo Xyloto Tour propiamente dicha en octubre de 2011 con una serie de conciertos de ensayo en Europa, así como un concierto especial en Johannesburgo , Sudáfrica, cuyo metraje se utilizó en el video musical de "Paradise". Un espectáculo de producción completa comenzó en diciembre de 2011 en el Reino Unido. Para esta primera etapa, a finales de 2011, el diseño del escenario incorporó grafitis hechos por la banda y el artista de la banda, Paris, también tenía una pasarela que unía el escenario principal con un escenario más pequeño con forma de "X". La gira continuó en 2012 con espectáculos en Europa,  América del Norte  y Australia. 

### Sencillos
«Every Teardrop Is a Waterfall», primer sencillo del álbum, se lanzó para descarga digital el 3 de junio de 2011 en casi todo el mundo, excepto en Reino Unido, lugar donde fue lanzado el 5 de junio del mismo año. La canción debutó en el número veintinueve del Billboard Hot 100 en Estados Unidos, vendiendo 85 000 copias en su primera semana. Su posición más alta en el Billboard Hot 100 fue catorce. En el Reino Unido, la canción tuvo mayor éxito comercial que en Estados Unidos, ya que en junio de 2011 obtuvo la sexta posición en el UK Singles Chart.
El 12 de septiembre de 2011 se lanzó el segundo sencillo del álbum, «Paradise». La canción alcanzó la posición quince en el Billboard Hot 100 y llegó a la primera posición del UK Singles Chart. Se hicieron dos vídeos musicales para la canción; el primero dirigido por Hype Williams y el segundo por Mat Whitecross.
El tercer sencillo fue Charlie Brown, lanzado el 3 de febrero de 2012 por medio de Descarga Digital. La canción logró un éxito moderado al llegar al número 22 en el UK Singles Chart.
El 18 de abril, la web oficial de Coldplay, dio a conocer que el día 21 de abril el sello discográfico lanzara una serie limitada de discos de vinilo, para celebrar y apoyar este año a Record Store Day. Una de esas versiones es de solo 7 pulgadas de las canciones Up With The Birds/UFO, de los cuales sólo 2000 copias estarán en todo el mundo.
Princess of China fungió como el cuarto sencillo oficial de Mylo Xyloto. La canción, a dueto con Rihanna. Vio su lanzamiento el 4 de junio de 2012, logró el puesto 33 en el UK Singles Chart y el 20 en el Billboard Hot 100.
Up In Flames sería un sencillo promocional lanzado exclusivamente para Italia y Holanda, distribuyéndose de forma radial. Fue lanzada el 16 de noviembre de 2012, logró el puesto 24 en Bélgica, el 6 en Holanda y el 34 en Corea del Sur.  Un lanzamiento digital siguió el 13 de abril en los Estados Unidos y el 4 de junio en el Reino Unido. "Up with the Birds" fue lanzado como un sencillo de vinilo de 7" de edición limitada para el Record Store Day el 21 de abril de 2012, respaldado por "UFO" como su lado B.  Fue limitado a 500 copias en el Reino Unido y 1.000 copias en los Estados Unidos. El último sencillo fue Hurts Like Heaven, liberado el 19 de noviembre de 2012, fue de un éxito discreto al llegar al puesto 157 del UK Singles Chart, aunque logró mejores posiciones en Bélgica al alcanzar la posición 8.

## Desempeño Comercial
A nivel internacional, Mylo Xyloto se ubicó en el número uno en 34 países. Mylo Xyloto rompió un récord de iTunes en ventas de descargas digitales al vender más de 500.000 copias digitales en una semana.En el Reino Unido, el álbum vendió más de 122.000 copias en sus primeros tres días de venta según la Official Charts Company. Debutó en el número uno en el UK Albums Chart con ventas de la primera semana de 208.343 copias, lo que le dio a la banda su quinto álbum número uno.Coldplay es el tercer grupo en debutar en el número uno con sus primeros cinco álbumes, jumto con los Beatles y Oasis.Las descargas representaron 83.000 unidades para convertirse en el primer álbum en vender más de 80.000 copias digitales en una semana, un récord que anteriormente ostentaba Progress de Take That (79.800 unidades). En su segunda semana en la lista, el álbum cayó al número dos vendiendo 67.132 copias. Fue el álbum de rock más vendido en el Reino Unido, vendiendo 908.000 copias. El segundo sencillo del álbum, " Paradise ", también fue el sencillo de rock más vendido en el Reino Unido, vendiendo 410.000 copias.
Mylo Xyloto debutó en el número uno en el Billboard 200 en los EE. UU., con ventas de 447.000 copias en la primera semana, convirtiendo a Coldplay en la quinta banda de rock en la historia de Nielsen SoundScan en abrir con 400.000 copias en tres o más álbumes, los otros actos en hacerlo son U2 , The Beatles , Dave Matthews Band y Metallica. En Canadá, el álbum debutó en el número uno en el Canadian Albums Chart , vendiendo 65.000 copias en su primera semana.El álbum debutó en el número uno en Australia en la edición del 31 de octubre de 2011. En su segunda semana en la lista, el álbum fue certificado platino por la Australian Recording Industry Association (ARIA) por envíos de 70.000 copias.En Dinamarca, el álbum debutó en el número dos con ventas de 7.807 copias en la primera semana.El álbum fue certificado platino por la Federación Internacional de la Industria Fonográfica (IFPI) por envíos de 20.000 copias en su primera semana.  Hasta abril de 2014, el álbum ha vendido 1.581.000 copias en los EE. UU.

## Legado
Mylo Xyloto es considerado uno de los mejores álbumes de la historia, a la par de ser en uno de los álbumes más exitosos de la década del 2010. El 24 de octubre de 2021, décimo aniversario del lanzamiento del álbum, Coldplay anunció en Twitter que Paris, el director artístico del álbum, había creado una "pieza especial" para celebrar la ocasión: una pared adornada con obras de arte que recordaban a la era Mylo Xyloto , junto con una copia en vinilo del álbum y un programa del Mylo Xyloto Tour.  El universo ficticio creado para el disco ha inspirado el propio Music of the Spheres (2021) de Coldplay, y el director creativo Phil Harvey lo calificó como "un desarrollo del universo Mylo Xyloto , e incluso hay un par de referencias específicas a él". Una de estas referencias fue la aparición de los "silenciadores" de Silencia en el video musical de " My Universe "..   

## Historieta o Comic
Artículo principal: Mylo Xyloto (cómic)
El 10 de julio de 2012, el sitio web de Coldplay anunció un cómic de seis partes de Mylo Xyloto , cuyo primer número se lanzaría en la Comic-Con de San Diego de esa semana .  Publicado por Bongo Comics , la historia seguía la historia de Mylo, un "silenciador", que, en palabras del coguionista Mark Osborne , es parte de una "guerra contra el sonido y el color". Junto con Osborne, Dylan Haggerty escribe el cómic (que comienza en el segundo número) con arte de Alejandro Fuentes. 
Mylo Xyloto es el primer álbum conceptual de la banda , y también es una ópera rock temática .  El álbum cuenta la historia de una guerra contra el sonido y el color en el planeta Silencia, que ha sido superado por un gobierno totalitario liderado por Major Minus, que controla la población a través de los medios de comunicación y la propaganda. Su objetivo es sacar el sonido y el color de las calles con la esperanza de alejar a los "alimentadores", criaturas que usan dicha energía para cazar a sus presas. El álbum sigue a Mylo Xyloto, un "silenciador", un soldado en un ejército encargado de cazar y rastrear a los "chispas", personas que aprovechan la luz y la energía y las usan para crear chispas, comparables a los grafitis en la vida real. Se encuentra con Fly, el chisporroteante más buscado por Major Minus. A través de Fly, Mylo descubre sus habilidades de chisporroteante y su afiliación con Car Kids, una importante facción de chisporroteantes fundada por los padres de Mylo, Aiko y Lela. [ cita requerida ] El baterista Will Champion ha señalado que el álbum es una historia de los personajes "enamorándose y tratando de escapar juntos", con un tema general de "el amor lo conquista todo". [ cita requerida ] En entrevistas, la banda ha dicho que el álbum sigue una historia de amor entre Mylo y Xyloto, siendo ellos personajes separados.  Sin embargo, en los cómics basados en el álbum, Mylo Xyloto es el protagonista principal y Fly es la chica brillante que conoce. 

## Lista de canciones
| N.º   | Título                            | Duración |  |
| 1.    | «Mylo Xyloto»                     | 0:42     |  |
| 2.    | «Hurts Like Heaven»               | 4:02     |  |
| 3.    | «Paradise»                        | 4:38     |  |
| 4.    | «Charlie Brown»                   | 4:45     |  |
| 5.    | «Us Against The World»            | 4:00     |  |
| 6.    | «M.M.I.X.»                        | 0:48     |  |
| 7.    | «Every Teardrop Is a Waterfall»   | 4:01     |  |
| 8.    | «Major Minus»                     | 3:30     |  |
| 9.    | «U.F.O.»                          | 2:18     |  |
| 10.   | «Princess of China» (con Rihanna) | 3:58     |  |
| 11.   | «Up in Flames»                    | 3:13     |  |
| 12.   | «A Hopeful Transmission»          | 0:33     |  |
| 13.   | «Don't Let It Break Your Heart»   | 3:54     |  |
| 14.   | «Up with the Birds»               | 3:46     |  |
| 44:09 |                                   |          |  |

| Bonus tracks edición japonesa |                                                              |          |  |
| N.º                           | Título                                                       | Duración |  |
| 15.                           | «Charlie Brown» (Live from Glastonbury 2011)                 | 4:48     |  |
| 16.                           | «Life is for Living» (Live from Glastonbury 2011)            | 2:30     |  |
| 17.                           | «Every Teardrop is a Waterfall» (Live from Glastonbury 2011) | 4:38     |  |
| 56:05                         |                                                              |          |  |

## Historial de lanzamientos
| Argentina         | Argentinean Albums Chart | 2 |
| Australia         | Australian Albums Chart  | 1 |
| Austria           | Austrian Albums Chart    | 2 |
| Bélgica (Flandes) | Ultratop 100 Albums      | 1 |
| Bélgica (Valonia) | Ultratop 100 Albums      | 1 |
| Canadá            | Canadian Albums Chart    | 1 |
| España            | Spanish Albums Chart     | 3 |
| Estados Unidos    | Billboard 200            | 1 |
| Finlandia         | Finnish Albums Chart     | 2 |
| Francia           | French Albums Chart      | 1 |
| Grecia            | Greek Albums Chart       | 3 |
| Irlanda           | Irish Albums Chart       | 1 |
| Italia            | Italian Albums Chart     | 1 |
| México            | Mexican Albums Chart     | 1 |
| Noruega           | Norwegian Albums Chart   | 1 |
| Nueva Zelanda     | New Zealand Albums Chart | 1 |
| Polonia           | Polish Albums Chart      | 1 |
| Portugal          | Portuguese Albums Chart  | 1 |
| República Checa   | Czech Albums Chart       | 1 |
| Reino Unido       | UK Albums Chart          | 1 |
| Suecia            | Swedish Albums Chart     | 1 |
| Suiza             | Swiss Albums Chart       | 1 |

| País           | Fecha                 | Formato               | Ref.   |
| -------------- | --------------------- | --------------------- | ------ |
| Alemania       | 21 de octubre de 2011 | CD y descarga digital | [ 38 ] |
| Argentina      | 21 de octubre de 2011 | CD y descarga digital | [ 39 ] |
| Australia      | 21 de octubre de 2011 | CD y descarga digital | [ 40 ] |
| Bélgica        | 21 de octubre de 2011 | CD y descarga digital | [ 41 ] |
| Canadá         | 21 de octubre de 2011 | CD y descarga digital | [ 42 ] |
| Dinamarca      | 21 de octubre de 2011 | CD y descarga digital | [ 43 ] |
| España         | 21 de octubre de 2011 | CD y descarga digital | [ 44 ] |
| Estados Unidos | 21 de octubre de 2011 | CD y descarga digital | [ 45 ] |
| Finlandia      | 21 de octubre de 2011 | CD y descarga digital | [ 46 ] |
| Francia        | 21 de octubre de 2011 | CD y descarga digital | [ 47 ] |
| Irlanda        | 21 de octubre de 2011 | CD y descarga digital | [ 48 ] |
| Italia         | 21 de octubre de 2011 | CD y descarga digital | [ 49 ] |
| México         | 21 de octubre de 2011 | CD y descarga digital | [ 50 ] |
| Noruega        | 21 de octubre de 2011 | CD y descarga digital | [ 51 ] |
| Nueva Zelanda  | 21 de octubre de 2011 | CD y descarga digital | [ 52 ] |
| Países Bajos   | 21 de octubre de 2011 | CD y descarga digital | [ 53 ] |
| Portugal       | 21 de octubre de 2011 | CD y descarga digital | [ 54 ] |
| Reino Unido    | 21 de octubre de 2011 | CD y descarga digital | [ 55 ] |
| Suecia         | 21 de octubre de 2011 | CD y descarga digital | [ 56 ] |
| Suiza          | 21 de octubre de 2011 | CD y descarga digital | [ 57 ] |